# Австрофашизм
Австрофаши́зм (нім. Austrofaschismus) — авторитарний політичний режим, встановлений у Австрії 1933—1934 канцлером Енгельбертом Дольфусом, проіснував до аншлюсу 1938 року. Термін австрофашизм застосовується, як правило, лівими істориками й політиками Австрії та Німеччини, тоді як представники правих партій надають перевагу нейтральному Ständestaat (буквально — станова держава, в реаліях XX століття — корпоративна держава, що управляється вузьким колом капіталістів і церковників, та підтримується масами дрібної буржуазії та селянства). Режим Дольфуса-Шушніга багато в чому використовував практику державного устрою Італії за Муссоліні, звідси назва австрофашизм. Введений лідером соціал-демократів Отто Бауером. Зустрічається також вислів «зелений фашизм»

## Передумови до заколоту

Безробіття в Австрії, 1919—1955

Перша Австрійська республіка, заснована 1918 року, була політично розділена двома непримиренними політичними силами — соціал-демократами, що спирались на міський пролетаріат (перед усім у Відні) й блоком правих партій, що користувались підтримкою католицької церкви, селянства та дрібної буржуазії (християн-соціалісти, пізніше Вітчизняний фронт). Обидва угрупування мали бойові організації, що складались із тисяч фронтовиків Першої світової війни. 
Перша кривава сутичка між ними сталась у травні 1927 у Шаттендорфі; в липні того ж року у Відні було убито 89 чоловік (із них 85 — на боці соціал-демократів). Попри це, в цілому кінець 1920-их років був досить успішним для австрійської економіки, що дозволило піднімати оплату праці й будувати муніципальне житло для робітників та державних службовців. Велика депресія, що почалась наприкінці 1929, призвела до масового безробіття й поставила хрест на соціальних програмах, що знову загострило боротьбу правих та лівих.
Праві ідеологи розповсюдили у суспільстві думку про те, що «західна демократія» й парламентська форма держави неприйнятні для Австрії; в травні 1930 бойова організація правих, Хеймвер, склала так звану «Корнойбурзьку клятву» — про боротьбу за повну ліквідацію парламентської демократії та заміну її «владою патріотів» в широкому союзі із загалом та церквою. Соціал-демократи виграли місцеві вибори 1932 року у Відні; праві сили, що зазнали поразки, остерігались поразки й на загальнонаціональних парламентських виборах, й узяли курс на силове захоплення влади та скасування демократичних виборів взагалі. Цей курс активно підтримав Беніто Муссоліні.

## Заколот 1933 року
В лютому 1933 християн-соціалісти спровокували парламентську кризу у зв’язку з ухваленням закону про мінімальну оплату праці. Після того, як парламентські читання зайшли у глухий кут, й три спікера поспіль подали у відставку, 4 березня 1933 канцлер Дольфус розпустив парламент. Потім йшла низка дій, що встановили корпоративну диктатуру:
- 7 березня — відновлено чинність прийнятого 1917 рок закону воєнного часу (нім. Kriegswirtschaftliches Ermächtigungsgesetz), що забороняв масові зібрання, мітинги, встановлював цензуру й державний контроль над економікою
- 12 березня — віденський кардинал Теодор Інніцер публічно закликав католиків підтримати заколот. Церква, з несуттєвими застереженнями, стала однією з опор нового режиму
- 15 березня, прикриваючись законом 1917 року, поліція перешкодила возз’єднанню парламенту (християн-соціалісти бойкотували возз’єднання, й до парламенту прийшли тільки ліві й «великонімці» — прихильники об’єднання з Німеччиною)
- 31 березня — оголошено поза законом Шуцбунд — бойову організацію соціал-демократів
- 10 квітня — скасовано республіканський закон про відокремлення школи від церкви. Автор цього закону, міністр освіти Отто Глокель, опинився у концтаборі Веллерсдорф й помер невдовзі після звільнення у 1935 році.
- 10 травня — скасовано всі вибори — від муніципальних до федеральних
- 20 травня — засновано Вітчизняний фронт — широка коаліція правих сил та церкви, опора режиму Дольфуса
- 26 травня — заборонено діяльність комуністичної партії
- 19 липня — заборонено діяльність НСДАП
- 16 серпня — держава й церква уклали конкордат (скасований німецькою стороною після аншлюсу)
- вересень — термінове будівництво концтаборів
- 28 жовтня — папа Пій XI заявив підтримку «видатним державним мужам Австрії»
- 11 листопада — відновлено смертну кару за вбивство, підпал, вандалізм, знищення чужого майна

## Події 1934 року
В лютому 1934 дії поліції проти соціал-демократів в Лінці спровокували лютневе повстання 1934 року в Австрії, загинуло до 1600 чоловік. Слідами повстання було заборонено й розгромлено соціал-демократичну партію та пов’язані з нею організації. Масового характеру набули воєнно-польові суди, що мали право покарання смертю через повішання; для окремих звинувачуваних, які мали цінність для християн-соціалістів, було збережено можливість помилування. Першим повішеним «у три доби» став звинувачений у підпалі божевільний карлик Петер Штраус; за ним були повішені десятки видатних соціал-демократів та профспілкових чиновників.
30 квітня-1 травня 1934 відбулись останні в історії Першої республіки збори законодавців (цілком підконтрольних режиму Дольфуса), на яких було прийнято так звану Травневу конституцію (нім. Maiverfassung). Конституція, ухвалена 1 травня 1934 року, замінила державний лозунг першої республіки («Австрія — демократична республіка. Право належить народу») лозунгом станової клерикальної держави: «В ім’я Бога Всемогутнього, що дарує всі права, австрійський народ отримав цю конституцію для своєї християнської німецької союзної держави, побудованої на становому принципі» (нім. Im Namen Gottes, des Allmächtigen, von dem alles Recht ausgeht, erhält das österreichische Volk für seinen christlichen deutschen Bundesstaat auf ständischer Grundlage diese Verfassung).

## Політика режиму в 1934—1938 роках

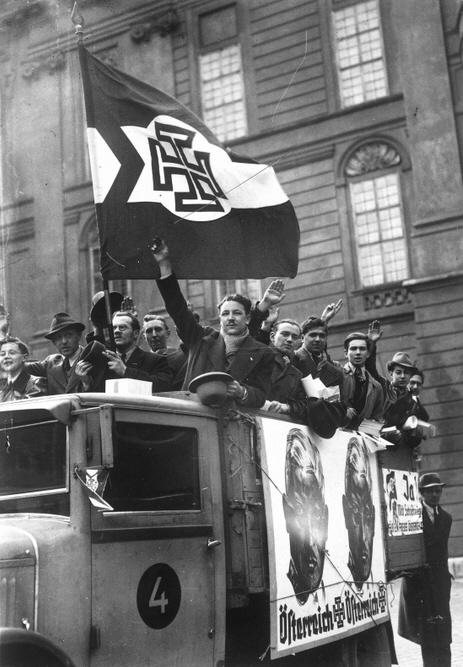
Виступ на підтримку режиму Шушніга (1938)

В економіці австрофашисти провадили курс на «всестанове примирення» й відмову від класової боротьби. Незалежні профспілки було замінено на об’єднання робітників та працедавців, а у 1935 було відновлено цехи за середньовічним зразком. Офіційно визнане безробіття у 1933 досягло піку в 26 % (557 000 чоловік), й за час правління австрофашистів знизилось приблизно вдвічі (без урахування прихованого безробіття). Приблизно так само знизилась і доля соціальних видатків держави. Уряд, як міг, захищав внутрішній ринок митними бар’єрами і вводив обмеження у внутрішній торгівлі, але не мав тривалих економічних планів.
Вільні вибори народних представників було замінено на внутрішню конкуренцію всередині Вітчизняного Фронту й Австрійського Картельного Союзу (нім. Österreichischer Cartellverband) — союзу студентських організацій під опікою церкви. В обмін на політичну підтримку Дольфус пропонував студентам гарантоване працевлаштування й допомогу з житлом. І партійні функціонери АКС, і його рядові члени були широко представлені в органах влади й правліннях підприємств; від членів АКС вимагалась відмова від націонал-соціалістичної, комуністичної ідеологій та присяга на вірність національній становій державі. Слід зазначити, що репресіям піддавались лише найбільш злісні супротивники режиму. Так лідери соціал-демократів Карл Реннер і Фріц Адлер продовжували жити в Австрії.
Дольфус був найстійкішим ворогом німецького впливу, та, за його власними словами, поставив за мету «перегітлерити» (нім. "überhitlern") Гітлера у боротьбі за розуми й симпатії австрійців. Однак у липні 1934 Дольфус був убитий австрійськими есесівцями під час спроби нацистського заколоту. Використовуючи суперечності між Гітлером та Муссоліні, його наступник Курт Шушніг зумів тимчасово призупинити спроби захоплення влади з боку німецьких та місцевих націонал-соціалістів. Однак у 1936 Муссоліні, що передбачав неминучий аншлюс, відмовився від суперечок з Німеччиною через Австрію, тим самим «здавши» незалежну Австрію. Режим агонізував до 12 березня 1938, коли Перша республіка перестала існувати юридично.

## Сучасні оцінки
В Австрії оцінки дослідників залежать від близькості до соціал-демократів, що ввели термін «австрофашизм», чи до Народної партії, яка вважає Дольфуса й Шушніга своїми попередниками.